# Kim Bong-soo (football)
Dans ce nom coréen, le nom de famille, Kim, précède le nom personnel.
Cet article concerne le footballeur coréen. Pour le joueur de tennis coréen, voir Kim Bong-soo.
Kim Bong-soo (coréen : 김봉수) (né le 4 décembre 1970 à Gunsan en Corée du Sud) est un footballeur international sud-coréen, qui évoluait au poste de gardien de but, avant de devenir entraîneur.

## Biographie

### Carrière de joueur

#### Carrière en sélection
Avec l'équipe de Corée du Sud, il dispute 14 matchs (pour aucun but inscrit) entre 1988 et 1997. Il figure notamment dans le groupe des sélectionnés lors des coupe d'Asie des nations de 1988 et de 1996.
Il participe également aux JO de 1992.

## Palmarès
Corée du Sud
- Coupe d'Asie des nations :
  - Finaliste : 1988.